# 調子
| ウィキペディアには「調子」という見出しの百科事典記事はありません（タイトルに「調子」を含むページの一覧/「調子」で始まるページの一覧）。 代わりにウィクショナリーのページ「調子」が役に立つかもしれません。 |